# アレクサンドル・サヴィン
アレクサンドル・サヴィン（Alexandru Savin、1995年2月12日 - ）は、スーペルリーガ、CSAステアウア・ブクレシュティに所属するラグビーユニオン選手。

## プロフィール
- ルーマニアフォクシャニ出身[1]。
- ポジションはプロップ(PR)。
- 身長 187cm、体重 121kg
- ルーマニア代表キャップは35（2025年2月現在）でラグビーワールドカップ2023のルーマニア代表に選ばれた[2]。

## 略歴
CSMブクレシュティ、CSAステアウア・ブクレシュティ、SOシャンベリ、ルーマニアン・ウルブズを経て、2022年、CSAステアウア・ブクレシュティに復帰。